# Riverbend (Waszyngton)
Riverbend – jednostka osadnicza w Stanach Zjednoczonych, w stanie Waszyngton, w hrabstwie King.